# アドルフ・ヨーゼフ・ランツ

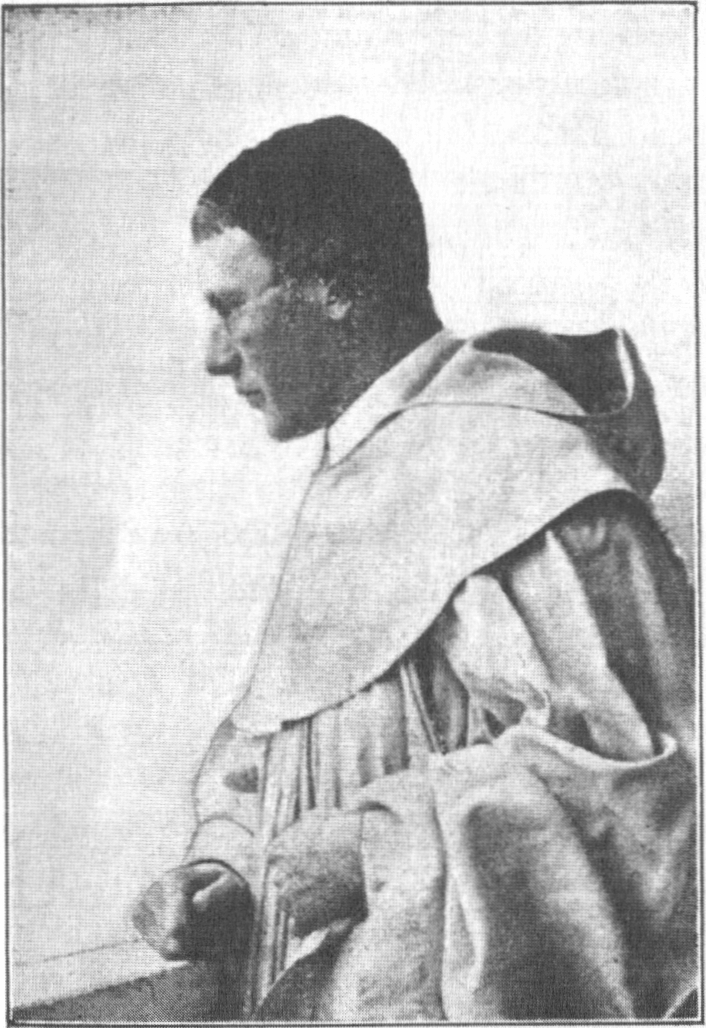
ランツ・フォン・リーベンフェルス

アドルフ・ヨーゼフ・ランツ（Adolf Josef Lanz、自称イェルク・ランツ・フォン・リーベンフェルス Jörg Lanz von Liebenfels）（1874年7月19日 - 1954年4月22日）は、オーストリアの評論家、編集者。元修道士で雑誌「オースタラ」の創刊者。この雑誌で彼は反ユダヤ主義、民族主義論を繰り広げた。

## 前半生
アドルフ・ヨーゼフ・ランツは1874年7月19日、当時オーストリア＝ハンガリー帝国領だったウィーン近郊（Vorort）のペンツィング村（1892年からウィーン市ヒーツィング区の一部、1938年からペンツィング区の一地区 Bezirksteil, Ort）に、ローマ・カトリックの両親 — 教師ヨーハン・ランツ Johann Lanz と妻カタリーナ Katharina Hoffenreich の息子として生まれた。両親は中産階級で、父方の祖先は18世紀初期からウィーン市民だった。
ランツは1893年にシトー派の修道士となってゲオルクという名を与えられ、ハイリゲンクロイツ修道院に住んだ。1894年、同修道院でテンプル騎士団の墓石が発見されると、自分はそのレリーフから「啓発」を受けたと主張し、彼独自の「青い目、金髪のアーリア民族至上主義」「劣等人種」論を展開し始める。彼は1899年に修道院を去った。ランツ自身はこれを「神経過敏がひどくなったため」としているが、公文書には「肉の愛」が理由として記録されており、この件がのちの反フェミニズム傾向に関与している可能性もある。

## 神聖動物学を含む著書
1904年、彼は著書『神聖動物学 Theozoologie』を発表し、その中で病人や「劣等人種」を去勢して強制労働させるだけでなく不妊手術を施すことを主張した。そして一方でアーリア人を「神人 Gottmenschen」と称賛した。神聖動物学は、今日では未確認動物学と呼ばれる分野の学問をも含んでいる。ランツは、自分のグノーシス主義的人種イデオロギーの拠り所を、聖書に求めた。すなわち彼は、最初イヴを神聖な存在だと記述していたにもかかわらず、彼女が悪魔と交わった結果「劣等人種」を生んだとしたのである。さらにまた、彼は金髪の女性が主に「有色男性」に惹かれるのはこのせいであり、これを避けるには「人種隔離」しかなく、そうすれば「優等人種たるアーリア人のキリスト教徒が「再び有色の肌の獣人を支配」して神性に到達できると主張した。この本の複写がスウェーデンのヨハン・アウグスト・ストリンドベリに贈られると、ランツはストリンドベリから熱狂的な返事を受け取った。ストリンドベリはランツを「預言的発言」と讃えたのである。
1年後の1905年、ランツは雑誌『オースタラ、金髪と男性権利至上主義者のための広報 Ostara, Briefbücherei der Blonden und Mannesrechtler』を発刊し、1908年にはただ一人の著者兼編集者となった。ランツ自身は10万人の購読者があると主張したが、通常はこれは甚だしく誇張された数字であると理解される。この雑誌の読者には、アドルフ・ヒトラーとディートリヒ・エッカートその他が含まれる。ランツは、若いころのヒトラーの訪問を受け、彼に雑誌のバックナンバー2冊を渡したことがあると主張している。
ランツはグイド・フォン・リストの理論を後継し、さらに発展させている。他にもオットー・ヴァイニンガーを熱心に支持し、その影響を受けている。

## アーリアン至上主義の諸結社との相互関連

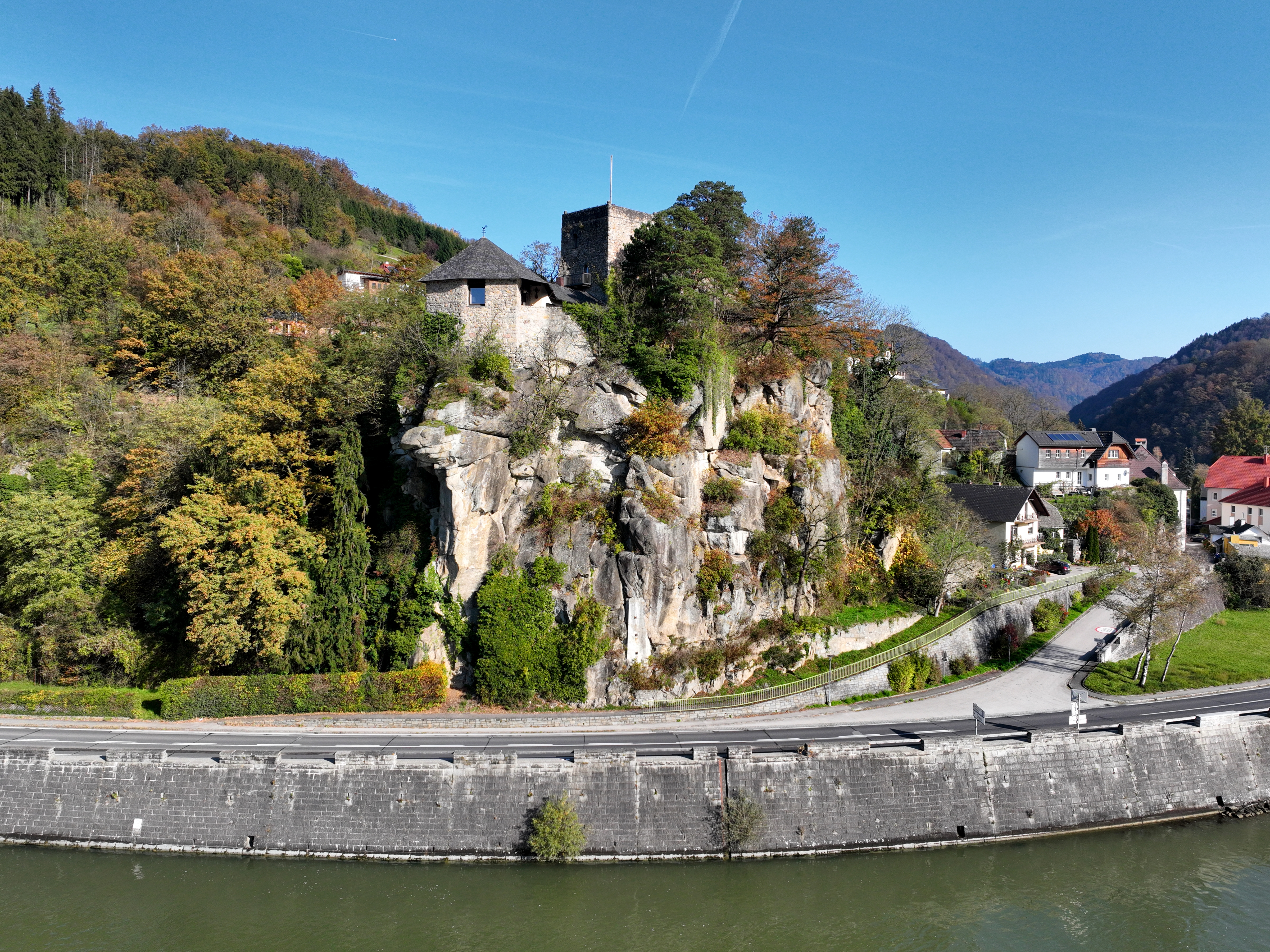
ランツが購入したウェルフェンシュタイン城址

1905年、ランツはリストの支持者約50人とともにリスト協会設立を提案する宣言に署名し、公式には1908年、リスト協会が設立された。彼はまた自身の半秘密結社「新テンプル騎士団」（ONT）の修道会を1907年に設立した。これらの動きを支持したのは、「純血化と人種的調査を行い、美の審査と民族主義者の『将来の居場所』を地球の未開発地域に設立することによる、さらなる人種的自信 (das Rassebewusstsein durch Stammbaum- und Rassekundeforschung, Schönheitswettbewerbe und die Gründung rassistischer Zukunftsstätten in unterentwickelten Teilen der Erde zu fördern)」であった。この計画を進めるため、ランツはオーストリアのヴェルフェンシュタインの古城址を購入した。しかしどちらの組織も実際には、多くの会員を惹きつけることはできなかった。騎士団には300人ほどの会員がいたと考えられており、その中には有名な詩人フリッツ・フォン・ヘルツマノフスキー＝オルランドがいた。ランツは、組織は1900年以前すでに設立されており、1896年にはストリンドベリに会って騎士団入団を呼びかけたと主張しているが、これは虚構であることが確認されている。
1920年代になってヒトラーが頭角を現すと、ランツはアドルフ・ヒトラーの思想的先駆者として認められようとした。例えば『オースタラ』第3期の第1版の序文に、彼は次のように書いて、明らかにナチ党を指している。「スワスティカとファシズムの運動から、ちょうどオースタラと思想の関係を思い出す人もあるだろう。Es sei daran erinnert, daß die 'Hakenkreuz-' und Faschistenbewegungen im Grunde genommen, nur Seitenentwicklungen der Ostara-Ideen sind.」
1938年、オーストリアがナチス・ドイツに併合された後、ランツはヒトラーの後援を望んだが、ヒトラーはこの初期の接触にむしろ困惑したようである。そのためランツは、著作物の発表を禁止された。特に『オースタラ』は流通から排除された。戦後、ランツはヒトラーについて、自分のアイデアを盗んで改悪しただけではなく「人種的に劣った家系である」と非難した。ヒトラーは単にランツ本人に困惑しただけだという見方もある。ヒトラーがランツの著作から直接または間接的に影響を受けたか否かの論は、学術的にも一致を見ておらず、また人種的な面は別にしても、ヒトラーがオカルト的運動に興味を持っていたという確実な証拠もない。しかし両者に何らかの関連性があるという論説は批評家と神秘主義者によって第三帝国以後も繰り返し行われている。

## 出版物
ランツは自分の著書で、民族主義や反ユダヤ主義とアーリア人至上主義、人種差別や神智学を混ぜ合わせて展開した。以下はランツによる出版物の一部である。
- Katholizismus wider Jesuitismus 『カトリック対イエズス会』フランクフルト, 1903
- Anthropozoon biblicum　Vjschr. für Bibelkunde 1 に, 1903/1904
- Zur Theologie der gotischen Bibel 『ゴシック聖書の神学理論に関して』 Vjschr. für Bibelkunde 1 に, 1903/1904
- Theozoologie oder die Kunde von den Sodoms-Äfflingen und dem Götter-Elektron 『神聖動物学　ソドムの猿と神々の電子についての学問』ウィーン, (1905)
- Das Breve "Dominus ac redemptor noster", フランクフルト, 1905
- Der Taxilschwindel. Ein welthistorischer Ulk, フランクフルト, 1905
- Rodaun and Mödling 雑誌『オースタラ』89号 1905-1917 （1926年から1931年にかけてウィーンで38号が復刊された）
- Kraus und das Rassenproblem 『クラウスと人種問題』 Der Brenner 4 に, 1913/1914
- Weltende und Weltwende 『世界終末と世界の転換期』 ロルフ, 1923
- Grundriss der ariosophischen Geheimlehre 『アリオゾフィの秘めた教義の概要』 エストリッヒ, 1925
- Der Weltkrieg als Rassenkampf der Dunklen gegen die Blonden 『有色人種と金髪白人の人種的世界大戦』 ウィーン, 1927
- Bibliomystikon oder die Geheimbibel der Eingeweihten 『 聖書の謎あるいは創世記の聖書の秘密』10号 プフォルツハイム他, 1929 - 1934
- Praktisch-empirisches Handbuch der ariosophischen Astrologie 『アリオゾフィ占星術の実地経験的手引』 デュッセルドルフ, 1926 - 1934

## 参照
- アリオゾフィ（Ariosophy）
- キリスト教神秘主義
- ドイツ神秘主義
- 哲学の歴史における（広義の）神智学（Theosophy）
- ナチ・オカルティズム（Nazi occultism）
- 生きるに値しない生命
- アーネンエルベ
- トゥーレ協会
- ナチズム

## 関連図書
- Nicholas Goodrick-Clarke: The Occult Roots of Nazism p. 90-122. ランツを比較的公平に学究的に記述した（英語）。
- Joachim C. Fest, Hitler, p. 169f, 175f
- Ekkehard Hieronimus: Lanz von Liebenfels. Eine Biographie, Toppenstedt, 1991
- Anton Maegerle, Peter Paul Heller: Thule. Vom völkischen Okkultismus bis zur Neuen Rechten, Stuttgart, 1995.
- Wilfried Daim: Der Mann, der Hitler die Ideen gab, 1. Edition 1957, 2. rev. ed. 1985, 3.rev.ed.1994